# 諾爾蘭 (瑞典)

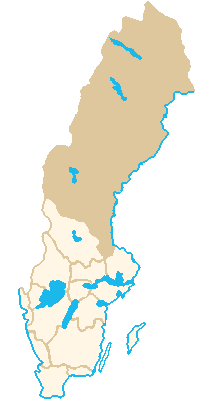
諾爾蘭位置圖

諾爾蘭（瑞典語：Norrland）是瑞典傳統上三個地區中，位處最北的一個，由9個舊省組成。

## 地理
諾爾蘭佔地261,292平方公里，約為瑞典國土的59%，瑞典12%人口住在諾爾蘭。
諾爾蘭由9個舊省組成，包括：耶斯特里克蘭、海爾辛蘭、海里耶達倫、耶姆特蘭、拉普蘭、梅代爾帕德、北博滕、西博滕和翁厄曼蘭。海里耶達倫和耶姆特蘭於1645年前是挪威領土，故它們歷史上不屬於諾爾蘭。
諾爾蘭人煙稀少，以其自然景觀馳名，擁有廣闊的森林和大河。區內居民很多都住在鄉郊的小村落，而非大城市。
19世紀間，諾爾蘭成為伐木和木漿業的主要資源。區內除了四條河之外，其他河流全被開發作水力發電。雖然在一些國家，水力是有限能源，但是水力發電卻是瑞典全國四成電力的來源。
諾爾蘭也有一些開採貴金屬的金礦。歷史上，斯德哥爾摩的統治者曾視諾爾蘭為類似用作開採天然資源的「殖民地」。烏克森謝納曾這樣說：「只要我們意識到應該從諾爾蘭中取利，我們境內便有一個屬於我們的印度。」可見其資源豐富。
瑞典的最高峰──凱布訥山（高2,111米），就位於諾爾蘭北的拉普蘭。

## 歷史
在遠古史上，諾爾蘭是瑞典四個地區之一。諾爾蘭位於西方的一半屬於瑞典，南鄰斯韋阿蘭；其東方的一半屬於芬蘭（當時為瑞典領土），南鄰埃斯特拉蘭。在斯韋阿蘭和約塔蘭，地區分界對司法和行政是很重要的，但在諾爾蘭則不然。「諾爾蘭」一名逐漸變成斯韋阿蘭以北所有土地的總稱。中古時代之前，諾爾蘭北方的北博藤和拉普蘭是無人之地，只有少量薩米族、kveeni和芬蘭的各個部族在那裏居住。瑞典和挪威人則在諾爾蘭南方，與薩米人混居。自中古時代起，瑞典國王曾致力把諾爾蘭北方殖民地化和基督教化，但時至今日，住在那裏的芬蘭人和薩米人依然保留著其本身的文化和習俗。
「諾爾蘭」的名稱可追溯至《卡爾紀年表》，恩厄爾布雷克特·恩厄爾布雷克特松在1433年發信給埃里克·普克，要求協助征服諾爾蘭（「al norland vnte han honom wolla」）。
瑞典於1634年劃分省份時，把原先的諾爾蘭一分為二。其中一個，諾爾蘭省，包括海爾辛蘭、梅代爾帕德、西博滕和翁厄曼蘭，另外一個，東博藤省，包括東博藤，而當時瑞典還未完全殖民北博藤和拉普蘭。1638年，西博藤省脫離諾爾蘭省，而原屬斯韋阿蘭的耶斯特里克蘭於1640年脫離烏普蘭省。其後，為與東諾爾蘭的東博藤省相對，創造了「西諾爾蘭省」這名字。
隨着瑞典在1645年從挪威手中奪得耶姆特蘭和海里耶達倫，原為諾爾蘭省的部份被分為胡迪克斯瓦爾省和海訥桑德省。諾爾蘭則包括更多瑞典南部以北的地方。
起初，諾爾蘭的南方邊界是耶斯特里克蘭以北的所有地方，但是耶斯特里克蘭自17世紀中便被視為諾爾蘭之一部分。「芬蘭」一詞原本只表示現今芬蘭共和國之南方，而諾爾蘭以Kaakamojoki河或後來的Simojoki河為界。隨著瑞典於19世紀初把芬蘭割讓予俄羅斯，瑞典和芬蘭之間關係改變，諾爾蘭的北方邊界也改變了，自此以托爾訥河為邊界。

## 參看
- 瑞典地區
  - 斯韋阿蘭
  - 約塔蘭